# Paspaleae
Tribu
Les Paspaleae sont une tribu de plantes monocotylédones de la famille des Poaceae, sous-famille des Panicoideae, originaire des régions tropicales d'Amérique.
Cette tribu comprend 673 espèces groupées en 40 genres répartis dans trois sous-tribus : Paspalinae (556 espèces en 15 genres), Otachyriinae (40 espèces en 7 genres) et Arthropogoninae (75 espèces en 16 genres). Une espèce, Reynaudia filiformis (Spreng. ex Schult.) Kunth,  est classée incertae sedis au sein des Paspaleae.
La tribu des Paspaleae était précédemment incluse dans celle des Paniceae mais en a été séparée  en 2012 à la suite d'analyses de phylogénétique moléculaire. Les Paspaleae ont un nombre chromosomique de base ancestral de x = 10, qui les différencient des Paniceae « sensu stricto » (x = 9), et sont plus étroitement apparentées avec les tribus des Andropogoneae et Arundinelleae.
Le genre monotypique, Lecomtella, est parfois rattaché à la tribu, mais une étude de 2013 suggère que ce genre appartient à un clade différent et justifie la création d'une tribu distincte, les Lecomtelleae.

## Liste des genres classés par sous-tribus
incertae sedis
- Reynaudia

Tribu des Paspalinae
- Aakia
- Acostia
- Anthaenantiopsis
- Axonopus (syn. Centrochloa, Ophiochloa)
- Baptorhachis
- Echinolaena
- Gerritea
- Hopia
- Ichnanthus
- Ocellochloa
- Osvaldoa
- Paspalum (syn. Thrasya, Thrasyopsis, Reimarochloa)
- Renvoizea
- Spheneria
- Streptostachys

Tribu des Otachyriinae
- Aconisia
- Anthaenantia (syn. Leptocoryphium)
- Hymenachne (syn. Dallwatsonia)
- Otachyrium
- Plagiantha
- Rugoloa
- Steinchisma (syn. Cliffordiochloa, Fasciculochloa)

Tribu des Arthropogoninae
- Achlaena
- Altoparadisium
- Apochloa
- Arthropogon
- Canastra
- Coleataenia (syn. Sorengia)
- Cyphonanthus
- Homolepis
- Keratochlaena (syn. Sclerochlamys)
- Mesosetum
- Oncorachis
- Oplismenopsis
- Phanopyrum
- Stephostachys
- Tatianyx
- Triscenia